# Winterscheider Mühle
Winterscheider Mühle ist eine ehemalige Wassermühle und ein Ortsteil der Gemeinde Ruppichteroth im Rhein-Sieg-Kreis in Nordrhein-Westfalen.

## Lage
Die Winterscheider Mühle liegt im Derenbachtal in einer Höhe von 155 m ü. NHN. Nachbarorte sind Winterscheid im Norden und Fußhollen und Litterscheid im Südosten.

## Geschichte
Die Mühle gehörte zum Kirchspiel Winterscheid. 1910 wohnte in dem Gebäude Joh. Peter Schumacher, der Gemeinderentmeister a. D. von Ruppichteroth. Die Mühle wurde früher auch als Gastwirtschaft betrieben und später zu einem Hotel ausgebaut. Sehenswert waren hier die hoteleigenen Damwild- und Wildschweinzuchten. 2013 wurde das Anwesen von der Bruderschaft der Freien Evangeliums Christen Gemeinden aufgekauft, die hier ein Seminarzentrum aufbauen möchte. Im Jahr 2015 wurden einzelne Gebäudeteile der Winterscheider Mühle abgerissen.